# استیو دنتون
 استیو دنتون (انگلیسی: Steve Denton؛ زاده ۵ سپتامبر ۱۹۵۶) یک تنیس‌باز اهل ایالات متحده آمریکا است.